# 1553 Bauersfelda
1553 Bauersfelda è un asteroide della fascia principale. Scoperto nel 1940, presenta un'orbita caratterizzata da un semiasse maggiore pari a 2,9044381 UA e da un'eccentricità di 0,1016521, inclinata di 3,23442° rispetto all'eclittica.
L'asteroide è dedicato all'ingegnere tedesco Walther Bauersfeld (1879-1595) che progettò il primo proiettore planetario al mondo, lo Zeiss Modello I.